# Bernard Baudouin
Bernard Baudouin (* 1952) ist ein französischer spirituell-esoterischer Buchautor.
Nach seiner Ausbildung am Lee Strasberg Theatre Institute in Los Angeles verfasste er Theaterstücke. Nach 1980 verfasste er Romane für die Presses de la Cité. Seine spirituellen Bücher, unter anderem über den Buddhismus, wurden in verschiedene Sprachen übersetzt.